# Кария (Белмонти)
Кария (порт. Caria) — район (фрегезия) в Португалии, входит в округ Каштелу-Бранку. Является составной частью муниципалитета Белмонти. По старому административному делению входил в провинцию Бейра-Байша. Входит в экономико-статистический субрегион Кова-да-Бейра, который входит в Центральный регион. Население составляет 2240 человек на 2001 год. Занимает площадь 46,15 км².
Покровителем района считается Дева Мария (порт. Nossa Senhora da Conceição).